# Kitni Vrh
Kitni Vrh je naselje v Občini Ivančna Gorica.